# Almaz Ayana
Almaz Ayana Eba (Benishangul-Gumaz, 21 de novembro de 1991) é uma fundista etíope, campeã olímpica, mundial e ex-recordista mundial dos 10000 metros e campeã mundial dos 5000 metros.
Medalha de bronze nos 5000 m no Campeonato Mundial de Atletismo de 2013, em Moscou, seu primeiro título internacional foi conseguido no Campeonato Africano de Atletismo de 2014 em Marrakech, no Marrocos, quando derrotou a favorita compatriota Genzebe Dibaba, estabelecendo o recorde do campeonato com 15:32.7. Em maio de 2015 ela fez a então melhor marca da carreira e terceira melhor do mundo – 14:14.3 – vencendo o meeting de Xangai, China, etapa do circuito da Diamond League. Três meses depois tornou-se campeã mundial, vencendo a prova em Pequim 2015 com 14:26.8, recorde do Campeonato Mundial de Atletismo.
Em 2016, Ayana venceu na Diamond League os 3000 m da etapa de Doha, no Qatar, e os 5000 metros em Rabat e Roma, fazendo nesta última o tempo de 14:12.5, a segunda marca mais rápida de todos os tempos, atrás apenas de sua compatriota Tirunesh Dibaba, recordista mundial da distância desde 2008.
Em agosto, nos Jogos da Rio 2016, Ayana venceu a prova dos 10000 metros conquistando a medalha de ouro e estabelecendo um então novo recorde mundial para a distância – 29:17.45 – quebrando em mais de 14 segundos uma marca considerada praticamente insuperável, que durava por mais de vinte anos e pertencia à chinesa Wang Junxia desde 1993 e que sofria controvérsias pela possibilidade de doping indiscriminado existente entre as fundistas chinesas na época. A prova vencida por Aymaz, sua segunda disputa nesta distância, ela que é especializada nos 5000 m onde ganhou o bronze dias depois, teve um nível técnico tão alto que a também etíope e multicampeã olímpica e mundial Dibaba, bicampeã da mesma em Pequim 2008 e Londres 2012 que tentava no Rio de Janeiro um tricampeonato olímpico inédito, fez nela o melhor tempo de sua vida e só conquistou a medalha de bronze.
Ayana foi campeã mundial dos 10000 metros pela primeira vez em Londres 2017 – 30:16 – somando o título mundial ao título olímpica da prova. No mesmo campeonato foi medalha de prata nos 5000 metros.
Estreou na maratona em outubro de 2022 vencendo a Maratona de Amsterdã em 2:17:20, a melhor marca do mundo para uma maratona feminina de estreia. Em novembro de 2023 chegou em segundo lugar na Maratona de Valência, com 2:16:22, abaixando sua marca pessoal em quase 1 minuto.